# Clavus fulvus
Clavus fulvus é uma espécie de gastrópode do gênero Clavus, pertencente a família Drilliidae.